# Hans-Erhard Lessing

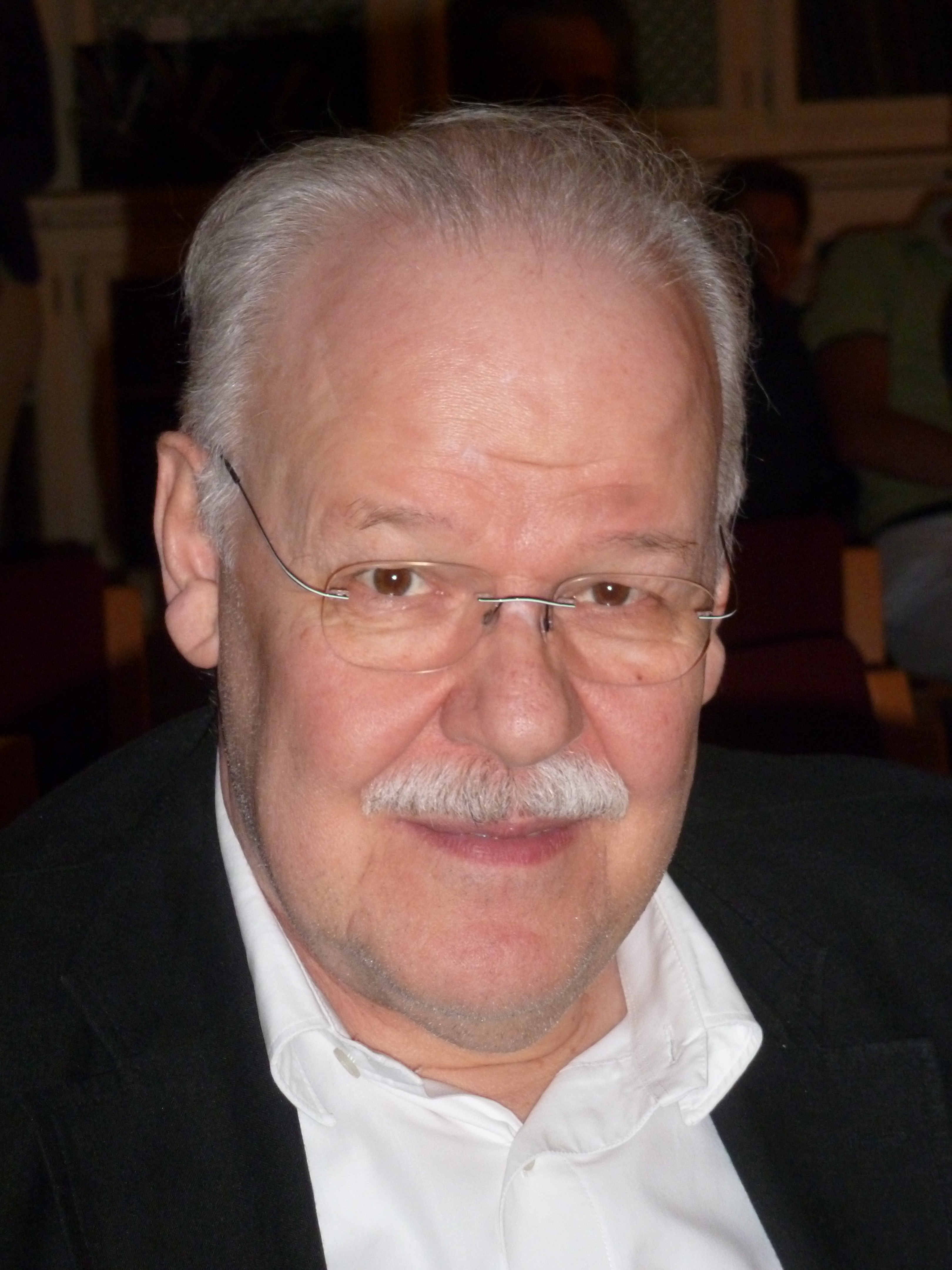
Hans-Erhard Lessing (2013)

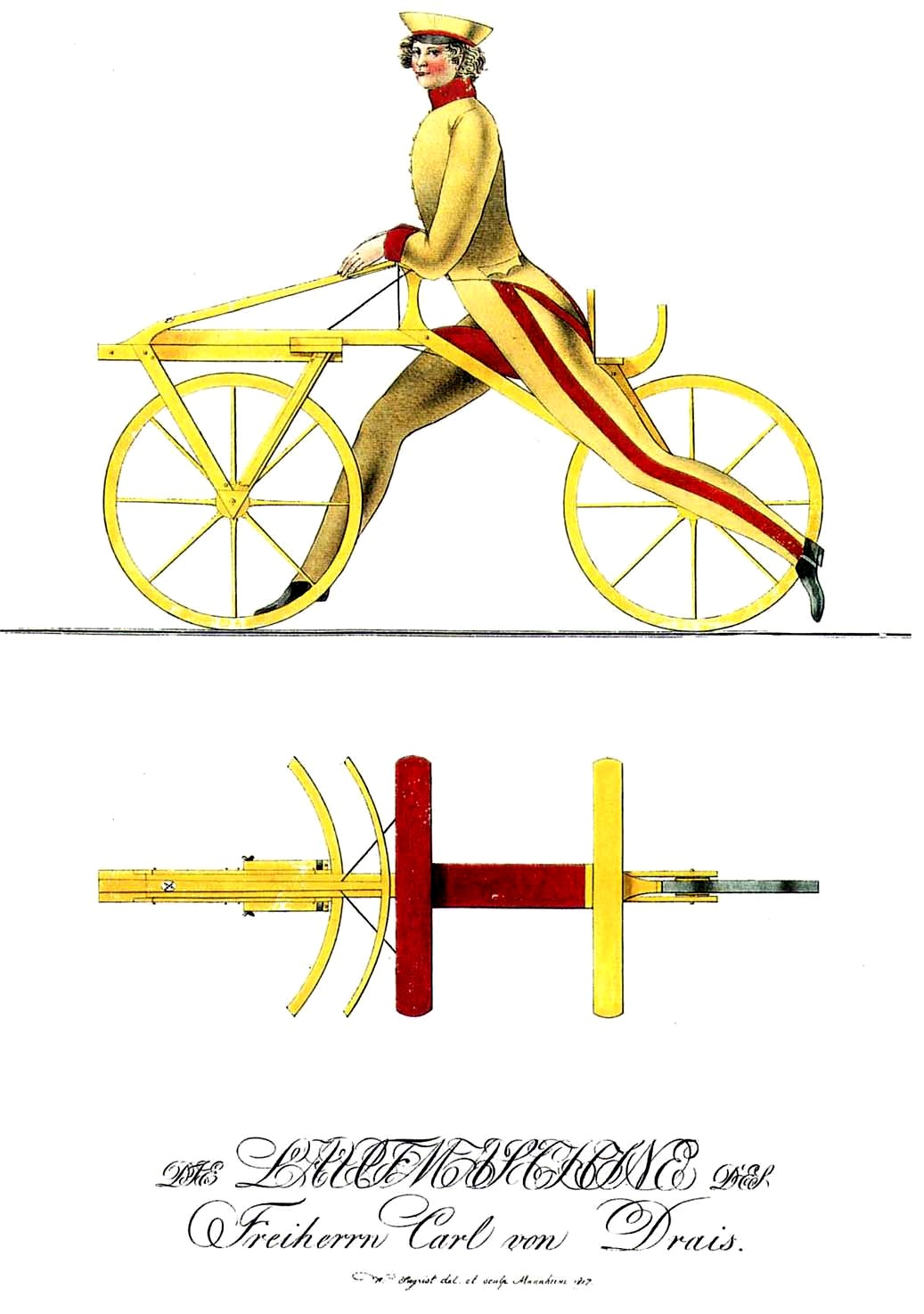
Laufmaschine von Drais 1817

Hans-Erhard Lessing (* 26. Februar 1938 in Schwäbisch Gmünd) ist ein deutscher Physiker und Technikhistoriker, Autor und außerplanmäßiger Professor der Universität Ulm.

## Leben
Nach dem Studium der Physik an der TH Stuttgart wurde Hans-Erhard Lessing 1970 an der TU Berlin promoviert. Nach einem Postdoc-Aufenthalt beim IBM-Laboratory in San José (Kalifornien) habilitierte er sich 1976 in Physikalischer Chemie an der Universität Ulm, wo er 1981 Professor auf Zeit und 1986 außerplanmäßiger Professor wurde. Nach der Laser-Grundlagenforschung wandte er sich der Technikgeschichte zu und wirkte ab 1985 als Hauptkonservator an Museen in Mannheim und Karlsruhe. Durch Recherche des Ehrendoktor-Entzugs der RWTH Aachen im Dritten Reich konnte er den Technikhistoriker Franz Maria Feldhaus rehabilitieren. Die angebliche Autobiographie von Karl Benz (Lebensfahrt eines deutschen Erfinders) konnte er als Ghostwriter-Produkt seines Schwiegersohns Kart Volk aufdecken.
Seit den 1980er Jahren wurde Lessing vor allem durch seinen Einsatz für einen Paradigmenwechsel in der Technikgeschichte bekannt, nämlich das Fahrrad historisch als Wegbereiter des Automobils anzuerkennen. Hierzu begann er, die nur noch in Pflichtexemplaren erhaltene historische Fahrradliteratur als Reprints herauszugeben, als Quellen für die Technik-, Sozial- und Kulturgeschichte. Lessing vertritt den deutschen Sprachraum bei der alljährlichen „International Cycling History Conference“, wo er 1997 das so genannte Leonardo-Fahrrad als Fälschung entlarvte: Eine angebliche Fahrradzeichnung Leonardo da Vincis wurde nach seinen Erkenntnissen offenbar erst nach 1961 da Vincis Codex Atlanticus hinzugefügt.
Zudem machte Lessing auf den Zusammenhang zwischen der Zweiraderfindung (Beginn der mechanisierten Mobilität) und der Klimakatastrophe 1816/17 aufmerksam: 1815 explodierte der Vulkan Tambora auf der indonesischen Insel Sumbawa und blies 160 Kubikkilometer Staub in die Atmosphäre. Ein Jahr später folgte in der nördlichen Hemisphäre die Klimakatastrophe: Schneefall im Sommer, Ernteausfall, Hungersnot, Hafermangel, Pferdesterben. Kurz darauf erfand Karl von Drais die Draisine (Laufmaschine), das erste lenkbare Zweirad, (angeblich) um die bedrohten Pferde zu ersetzen: zwei Räder statt vier Hufe. Der von Lessing angenommene Zusammenhang zwischen dem Tambora-Ausbruch und der Erfindung von Drais galt zeitweilig als strittig.
Initiator Lessing und Koautor Tony Hadland veröffentlichten 2014 die 564-seitige Fahrradgeschichte „Bicycle Design – An illustrated history“ im US-amerikanischen Verlag des Massachusetts Institute of Technology, Cambridge MA – beruhend auf eigener Forschung und 25 Jahren International Cycling-History Conference. Die russische Ausgabe ВЕЛОСИПЕД erschien 2019, die deutsche 2021 und die chinesische 2022.

## Schriften

### Monographien
- Nachweis der Abhängigkeit des Fluoreszenzabklingvorgangs organischer Moleküle von der Anregungsintensität mit einem Laserimpulsfluorometer. Aku, Bamberg 1970 (Dissertation, TU Berlin, 1970).
- Das Fahrradbuch. (= rororo. 7178). Rowohlt Taschenbuch-Verlag, Reinbek 1978, ISBN 3-499-17178-3.
- Radfahren in der Stadt. (= rororo. 7365). Rowohlt Taschenbuch-Verlag, Reinbek 1981, ISBN 3-499-17365-4.
- mit Ralf J. F. Kieselbach Faszination der Form – Automobildesign in Baden-Württemberg. Metzler, Stuttgart 2002, ISBN 3-476-01825-3.
- Automobilität. Karl Drais und die unglaublichen Anfänge. Maxime, Leipzig 2003, ISBN 3-931965-22-8.
- Naturschön – Phänomene im Technorama. Huber, Frauenfeld 2006, ISBN 3-7193-1388-3.
- Mannheimer Pioniere. Wellhöfer, Mannheim 2007, ISBN 978-3-939540-13-7.
- Karl Drais. Zwei Räder statt vier Hufe. Braun, Karlsruhe 2010, ISBN 978-3-7650-8569-7.
- mit Tony Hadland Bicycle Design – An illustrated history. The MIT Press, Cambridge USA 2014, ISBN 978-0-262-02675-8. Deutsche Ausgabe: Evolution des Fahrrads. Springer Nature, Heidelberg 2021, ISBN 978-3-662-63486-8
- Das Fahrrad. Eine Kulturgeschichte. Klett-Cotta, Stuttgart 2017, ISBN 978-3-608-91342-2. 6. neu bebilderte Auflage 2022
- Wie Karl Drais das Fahrrad erfand. Lauinger-Verlag, Karlsruhe 2017, ISBN 978-3-7650-8431-7.
- mit Harald Hagemann Robert Bosch. Sechs Stunden für die Rettung der Welt. Kohlhammer, Stuttgart 2024, ISBN 978-3-17-042507-1.

### Aufsätze (Auswahl)
- zusammen mit Alexander von Jena: Continuous Picosecond Spectroscopy of Dyes. In: Malcolm L. Stitch (Hrsg.): Laser Handbook. Band 3, North-Holland, Amsterdam 1979, ISBN 0-444-85271-9.
- Technologen an der Universität Heidelberg. In: W. Doerr (Hrsg.): Semper Apertus – 600 Jahre Universität Heidelberg. Band II, Heidelberg 1985, ISBN 3-540-15425-6, S. 105–131.
- Eminenz dank Fluoreszenz – Wilhelm Röntgen. In: Die Zeit. 24. März 1995.
- The Evidence against Leonardo's Bicycle. In: Cycle History. 8, 1998, S. 49–56. (deutsch: in Mannheimer Geschichtsblätter. NF5, 1998, S. 345–358)
- Franz Maria Feldhaus – Kann man von Technikgeschichte leben? In: P. Blum (Hrsg.): Pioniere aus Technik und Wirtschaft in Heidelberg. Aachen 2000, ISBN 3-8265-6544-4, S. 80–93.
- Großvater des Chips – Ferdinand Braun. In: Die Zeit. 8. Juni 2000.
- What led to the Invention of the Early Bicycle? In: Cycle History. 11, 2001, S. 28–36. (deutsch: in Mannheimer Geschichtsblätter. NF3, 1996, S. 275–360)
- Der Längste im ganzen Reich – Badens Hofsalonwagen No. 1. In: Heidelberg-Jahrbuch zur Geschichte der Stadt. Nr. 5, 2004, S. 179–190.
- Eisenbahn deluxe – Otto Kuhler. In: Kultur & Technik. Nr. 3, 2005, S. 56–59.
- Die Dymaxion-Wohnmaschine – Buckminster Fuller. In: Kultur & Technik. Nr. 4, 2007, S. 16–20.
- Karl Benz' letztes und Bertha Benz' erstes Interview. In: Mannheimer Geschichtsblätter. Nr. 22, 2011, S. 19–36.
- Das Auto stammt vom Fahrrad ab. In: VDI-Nachrichten. 16. September 2011.
- Fahrräder sind die Überlebenden der Pferde. In: Frankfurter Allgemeine. 23. Oktober 2013.
- Brot für die Welt, Tod dem Feind – Fritz Haber und Carl Bosch. In: Stephan Leibfried und andere (Hrsg.): Berlins wilde Energien – Porträts aus der Geschichte der Leibnizschen Wissenschaftsakademie. de Gruyter, Berlin 2015, ISBN 978-3-11-037598-5.

### Als Herausgeber (Auswahl)
- Carl Johann Siegmund Bauer: Beschreibung der v. Drais'schen Fahr-Maschine und einiger daran versuchten Verbesserungen. Nürnberg 1817. (Nachdruck: Westhafen Verlag, Frankfurt am Main 2016, ISBN 978-3-942836-09-8. Früherer Nachdruck unter dem Titel Das erste Zweirad fuhr in Mannheim Quadrate-Buchhandlung, Mannheim 2001)
- Hippolyt de Wesez (Friedrich Maurer): Erste deutsche illustrirte Vélocipède Brochüre. Andeutungen über das Vélocipède, seine Bedeutung und Verwendung, mit besonderer Berücksichtigung des Vélocipède Michaux. Libri Rari, Hannover 1995, ISBN 3-88746-335-8 (Faksimile-Nachdruck der Ausgabe Wien 1869).
- Gustav Steinmann: Das Velocipede – seine Geschichte, Konstruktion, Gebrauch und Verbreitung. Hyperion-Verlag, Simbach 2009. (Nachdruck der Ausgabe Leipzig 1870)
- Wilhelm Wolf: Fahrrad und Radfahrer. 3. Auflage. Harenberg, Dortmund 1988. (Faksimile-Nachdruck der Ausgabe Leipzig 1890)
- Paul Salvisberg: Der Radfahrsport in Bild und Wort. Olms, Hildesheim 1998, ISBN 3-487-08216-0 (Faksimile-Nachdruck der Ausgabe München 1897).
- Paul Schiefferdecker, Johannes Schumacher: Das Radfahren und seine Hygiene Stuttgart 1900 (Nachdruck u.d.T. Fahrradkultur I, rororo Reinbek 1982).
- Ferdinand Braun: Geheimnisse der Zahl und Wunder der Rechenkunst. rororo-science, 1999 (Teil-Nachdruck der Ausgabe von Leipzig 1876).
- mit Matthias Kielwein: Kaleidoskop früher Fahrrad- und Motorradtechnik. Band 1+2, Maxime-Verlag, Leipzig 2005, ISBN 3-931965-15-5. (Vollständige Artikelsammlung aus Dinglers Polytechnischem Journal 1895–1908)
- Heinrich Horstmann: Meine Radreise um die Erde. Der Bericht des ersten deutschen Fahrradweltreisenden anno 1895. Maxime-Verlag, Leipzig 2007, ISBN 978-3-931965-06-8.
- mit Matthias Kielwein: Kaleidoskop früher Automobiltechnik. Band 3, Maxime-Verlag, Leipzig 2008, ISBN 978-3-931965-16-7. (Vollständige Artikelsammlung aus Dinglers Polytechnischem Journal 1895–1909)
- Benz & Cie.: Die Benzwagen. Wellhöfer-Verlag, Mannheim 2008 (Faksimile-Nachdruck der Ausgabe Neustadt adH 1913).
- Ich fahr so gerne Rad … Geschichten vom Glück auf zwei Rädern. Neuausgabe. dtv, München 2012, ISBN 978-3-423-14088-1.

### Bearbeitungen (Auswahl)
- Lewis Epstein: Denksport Physik – Fragen und Antworten. 6. Auflage. dtv, München 2011. (deutsche Bearbeitung von Thinking Physics, San Francisco 1979)
- Tom Forester: Die High-Tech-Gesellschaft. Oktagon, Stuttgart 1990. (deutsche Bearbeitung von High-Tech Society, Blackwell, Oxford 1987)